# Can-Am 1980
Can-Am 1980 var ett race som var ett formel 1-lopp, kördes över tio omgångar. Patrick Tambay tog sin andra titel i mästerskapet, med Al Holbert på andra plats.

## Delsegrare
| Datum       | Bana           | Vinnare        |
| ----------- | -------------- | -------------- |
| 24 maj      | Sears Point    | Patrick Tambay |
| 8 juni      | Mid-Ohio       | Patrick Tambay |
| 22 juni     | Mosport Park   | Patrick Tambay |
| 6 juli      | Watkins Glen   | Patrick Tambay |
| 20 juli     | Road America   | Al Holbert     |
| 10 augusti  | Brainerd       | Patrick Tambay |
| 24 augusti  | Trois-Rivières | Patrick Tambay |
| 7 september | Road Atlanta   | Geoff Brabham  |
| 19 oktober  | Laguna Seca    | Al Unser       |
| 26 oktober  | Riverside      | Al Holbert     |

## Slutställning
| Plats | Förare                 | Poäng |
| ----- | ---------------------- | ----- |
| 1     | Patrick Tambay         | 61    |
| 2     | Al Holbert             | 40    |
| 3     | Geoff Brabham          | 26    |
| 4     | Elliot Forbes-Robinson | 24    |
| 5     | Bobby Rahal            | 19    |
| 6     | Danny Sullivan         | 16    |
| 7     | Bobby Brown            | 12    |
| 8     | Al Unser               | 9     |
| 9     | Keke Rosberg           | 9     |
| 10    | Stephen South          | 8     |